# Montesquiou
 Montesquiou  es una población y comuna francesa, ubicada en la región de Mediodía-Pirineos, departamento de Gers, en el distrito de Mirande. Es el chef-lieu y cantón de Montesquiou.

## Demografía
| 752 | 645 | 605 | 604 | 579 | 570 |
| Para los censos de 1962 a 1999 la población legal corresponde a la población sin duplicidades (Fuente: INSEE [Consultar]) |     |     |     |     |     |